# Monti di Mieming
I Monti di Mieming (in tedesco Mieminger Gebirge) sono un gruppo montuoso delle Alpi Calcaree Nordtirolesi. Si trovano in Austria (Tirolo). Prendono il nome da Mieming, comune del Tirolo.

## Classificazione

Cartina dettagliata del gruppo montuoso.

La SOIUSA li vede come un supergruppo alpino con la seguente classificazione:
- Grande parte = Alpi Orientali
- Grande settore = Alpi Nord-orientali
- Sezione = Alpi Calcaree Nordtirolesi
- Sottosezione = Monti di Mieming e del Wetterstein
- Supergruppo = Monti di Mieming
- Codice = II/B-21.III-A

## Suddivisione
La SOIUSA li suddivide in tre gruppi e cinque sottogruppi:
- Catena del Mieming (1)
  - Costiera Grünstein-Marienbergspitze (1.a)
  - Costiera Grießspitze-Hochplatting (1.b)
- Massiccio Tschirgant-Simmering (2)
- Seefelder Berge (3)
  - Costiera Hochmoos-Simmlberg (3.a)
  - Harnstock (3.b)

## Monti

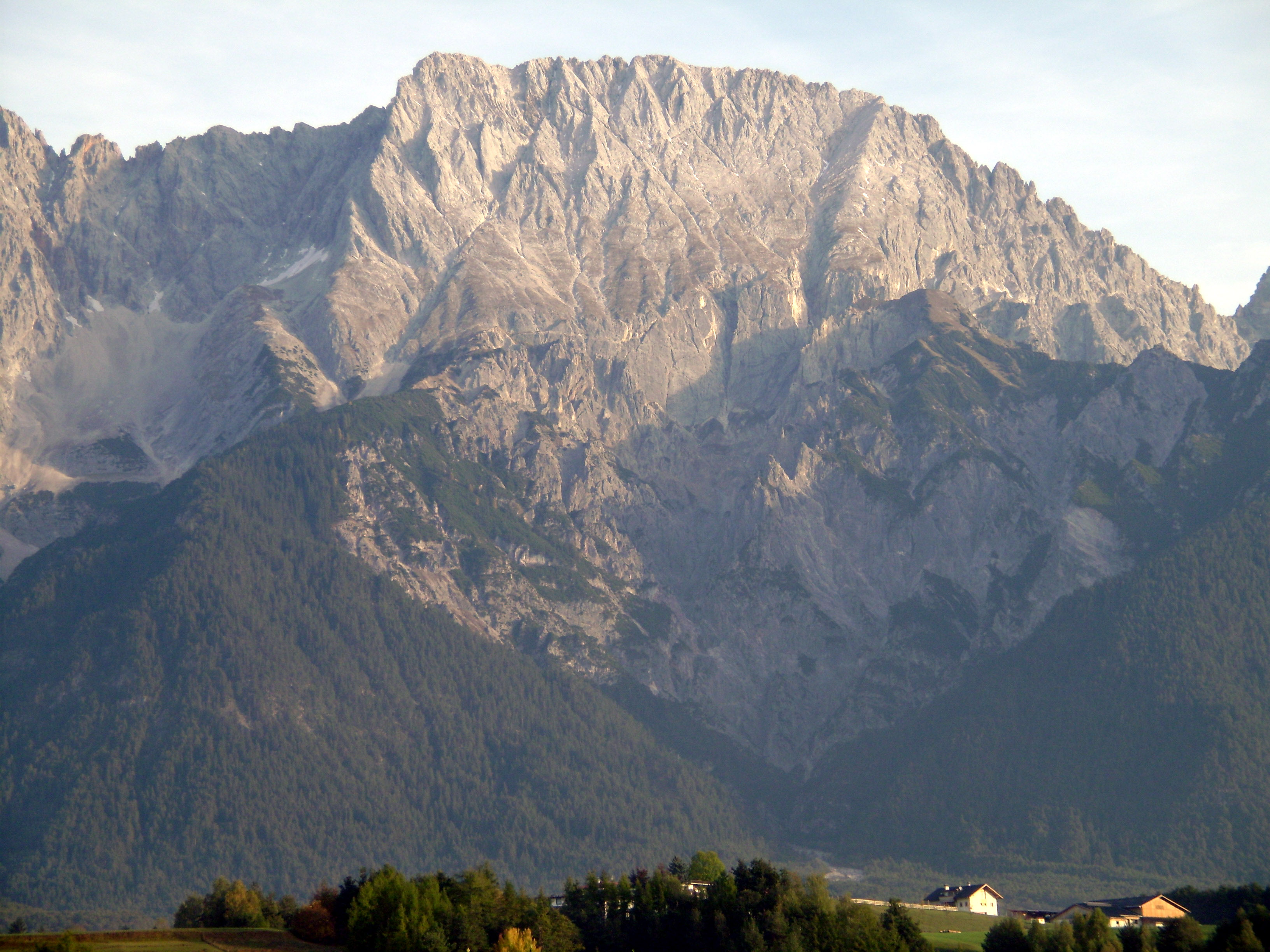
L'Hochplattig.

I monti principali del gruppo sono:
- Hochplattig, 2768 m
- Griessspitze, 2751 m
- Hochwand, 2721 m
- Mitterspitze, 2705 m
- Grünstein, 2666 m
- Hohe Munde, 2659 m
- Wannig, 2493 m
- Tajakopf, 2452 m
- Ehrwalder Sonnenspitze, 2417 m
- Tschirgant, 2370 m
- Simmering, 2096 m